# Schloss Drebkau

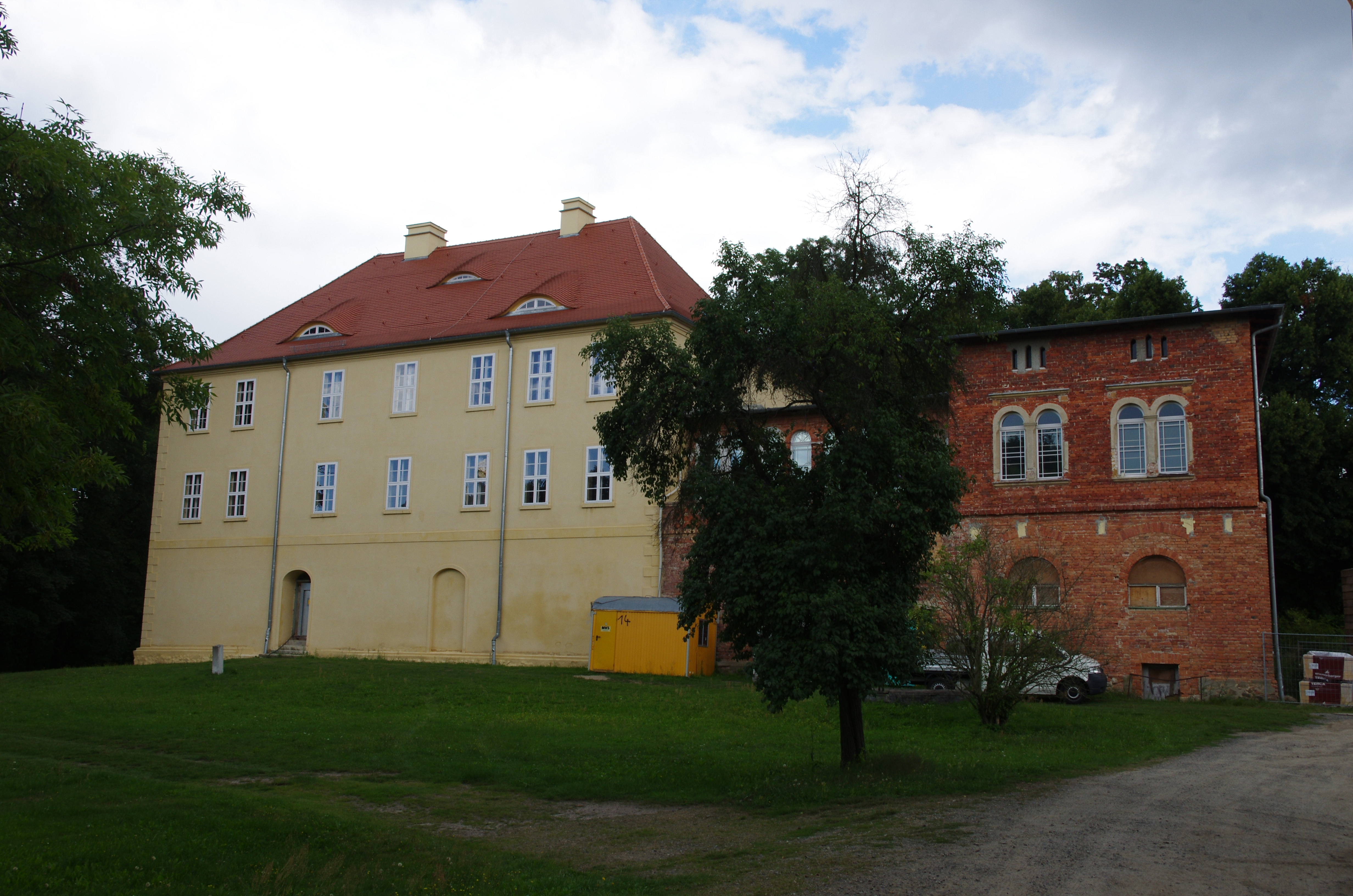
Schloss Drebkau (2013)

Das Schloss Drebkau ist ein Schloss in der Stadt Drebkau im Landkreis Spree-Neiße in Brandenburg. Das ehemalige Herrenhaus des historischen Rittergutes Drebkau ist ein eingetragenes Baudenkmal in der Denkmalliste des Landes Brandenburg.

## Geschichte

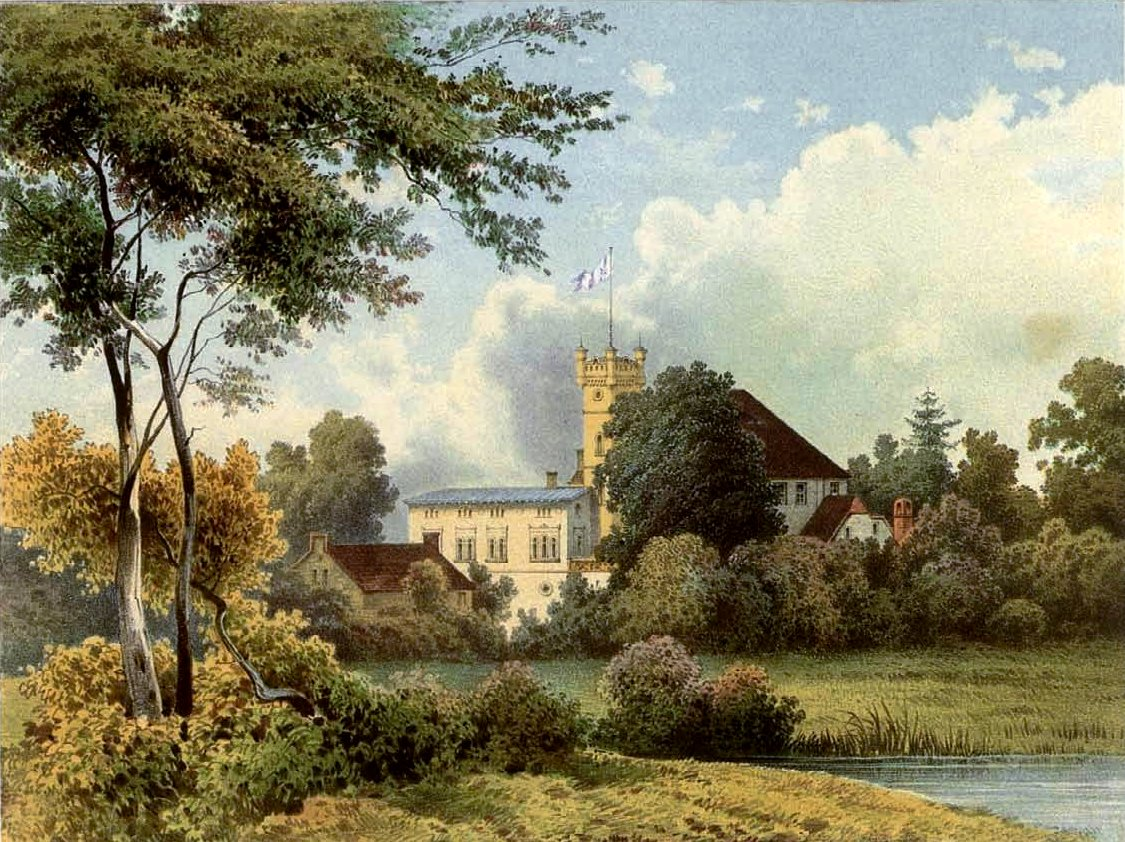
Gemälde aus der Sammlung Alexander Dunckers, ca. 1860

Das Schloss Drebkau wurde im Jahr 1301 als Burg „castrum et opidum Trebetz“ erstmals urkundlich erwähnt. Die Burg lag auf einer flachen Bodenerhebung zwischen zwei Sumpfniederungen. Im 14. Jahrhundert ließen die Herren von Ileburg ein neues Festes Haus errichten. Es kam dann an die Herren von Köckritz, die sich als Raubritter betätigten, sodass 1408 Markgraf Jobst von Mähren die Burg belagerte.
Um 1700 ließ der damalige Gutsherr Joachim Erdmann von Köckritz das alte Gebäude abreißen, nachdem er das heutige Schloss gegen Ende des 17. Jahrhunderts erbaut hatte. Es kam zu Auseinandersetzungen mit den dienstverpflichteten Hörigen, die der Schlossherr für die Abrissarbeiten in Anspruch nahm. Die Stallgebäude entstanden im 18. Jahrhundert. Um das Jahr 1850 wurde östlich ein Wohnhaus im italienischen Villenstil und ein hoher quadratischer Turm mit Zinnen und runden Ecktürmchen angebaut. Ein Teil des Anbaues wurde als Orangerie genutzt. Im 19. Jahrhundert gehörte das Rittergut der dänischen Familie von Arenstorff. Andreas von Arenstorff gründete einen Theaterzirkel, dem Gutsbesitzer der Umgebung und angesehene Drebkauer Bürger angehörten.
In den 1910er Jahren wurde das Schloss kurzzeitig als Landerziehungsheim genutzt.
1929 verkauften die von Arenstorff das Gut an die „Gewerkschaft Consolidiertes BKW Fuchs & Buchholz (anhaltinische Kohlenwerke)“ für 1.675 000 Goldmark. Die Braunkohlenverwaltung richtete im Herrenhaus Arbeiterwohnungen ein. 1945 wurde das Unternehmen enteignet. 43 Personen, darunter 24 Flüchtlinge, bewohnten die 6 Wohnungen nach dem Kriegsende. Das Schloss ging in der Bodenreform an den brandenburgischen Bergbau über. In dessen Besitz befand sich das Schloss bis kurz nach der Wiedervereinigung. Im Jahr 1996 kaufte die Stadt Drebkau das Schloss von der Treuhandanstalt. Seit dem Jahr 2000 wurde das stark verfallene Schloss restauriert. Der Schlossturm neigte sich zu dieser Zeit so stark zur Seite, dass er wegen Einsturzgefahr abgerissen und später rekonstruiert wurde. Im Jahr 2022 wurde mit dem zweiten Bauabschnitt der Sanierung begonnen, das Schloss soll danach als Sitz der Gemeindeverwaltung genutzt werden.

## Architektur

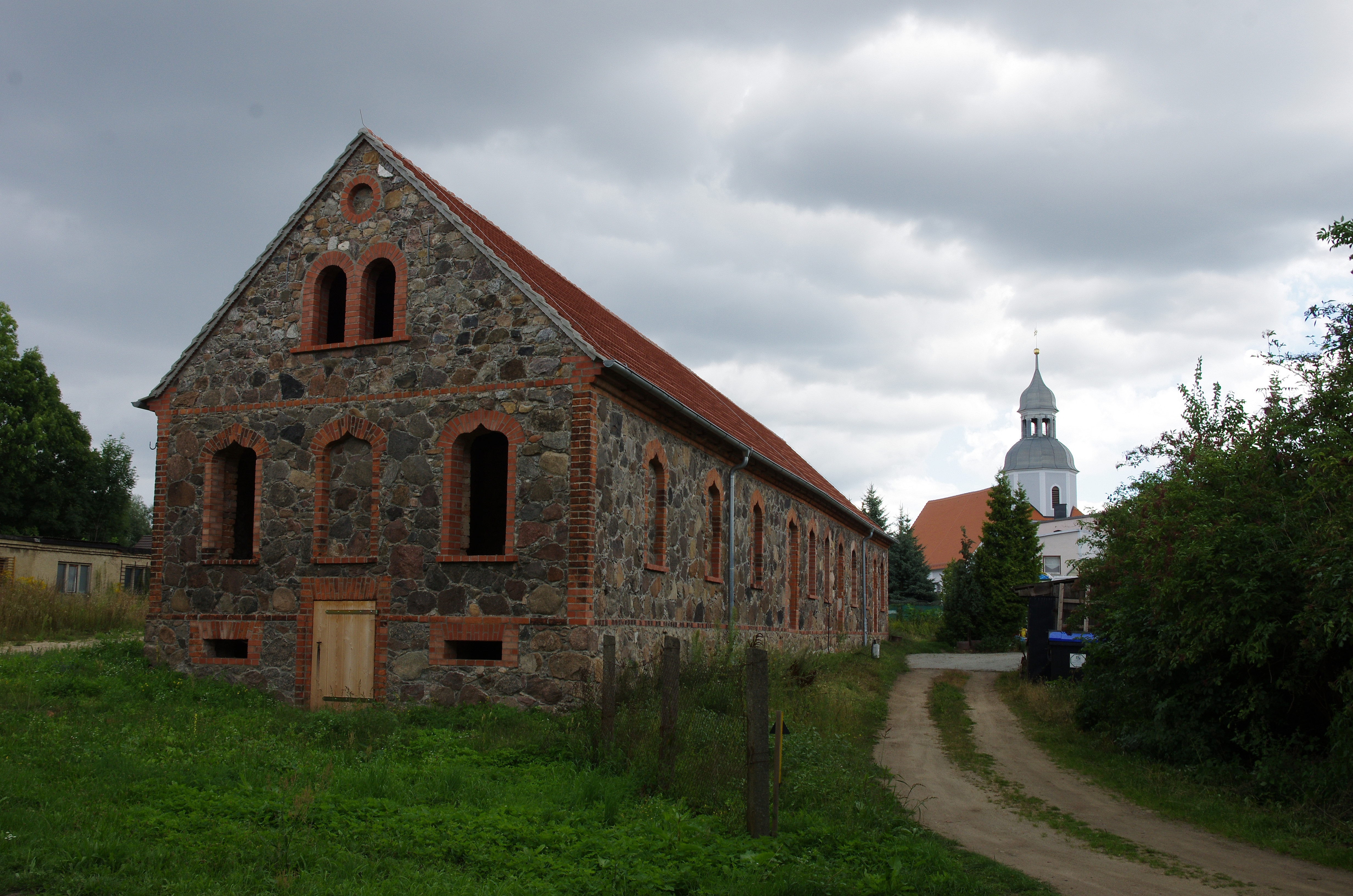
Stall des Wirtschaftshofes, im Hintergrund die Stadtkirche (2013)

Das Schloss ist ein auf der Südseite dreigeschossiger Bau mit sieben Achsen und einem Walmdach. Die nördliche Seite des Herrenhauses liegt an einem aufgeschütteten Wall und ist daher nur zweigeschossig. An der Seite der Aufschüttung steht eine Feldsteinmauer als erhaltener Rest der mittelalterlichen Burg. Die Fassade ist mit Eckquaderungen und einem oberhalb des Erdgeschosses verlaufenden Putzband gegliedert. Das Dach ist mit Fledermausgauben versehen. Zum das Schloss umgebenden Wirtschaftshof gehören mehrere Stallgebäude aus Feldsteinen aus dem 19. Jahrhundert.